# Alain Wagneur
Alain Wagneur, né le 28 janvier 1955 dans le 14e arrondissement de Paris, est un écrivain et enseignant français, auteur de roman policier et de littérature d'enfance et de jeunesse.

## Biographie
Après des études à l'école normale de l'Essonne et l'obtention d’une licence de lettres modernes (option cinéma) à l'université de Paris III, Alain Wagneur devient instituteur puis directeur d'école.
En 1996, il publie son premier roman de littérature pour la jeunesse Classe de mer aux éditions de L'École des loisirs. L'année suivante, il publie à la Série noire son premier roman policier Homicide à bon marché. Depuis, il alterne l'écriture de romans dans ces deux genres.
En 2000, il publie une aventure du Poulpe Drôle de drums puis en 2005, Terminus plage qui est adapté en 2011 au cinéma sous le titre Légitime Défense par Pierre Lacan avec Jean-Paul Rouve, Claude Brasseur et Olivier Gourmet.
En 2008, Hécatombe-les-bains est récompensé du grand prix Paul-Féval de littérature populaire.

## Œuvre

### Romans
- Homicide à bon marché, Gallimard, coll. « Série noire » no 2423, 1996
- Macchabées express, Flammarion, 1999
- Drôle de drums, Baleine, coll. « Le Poulpe » no 196, Baleine, 2000
- Terminus plage, Actes Sud, coll. « Babel noir » no 2, 2005
- Hécatombe-les-bains, Actes Sud, coll. « Babel noir » no 14, 2008Grand prix Paul-Féval de littérature populaire 2008
- Comment L.A. ?, La Branche, coll. « Suite noire » no 33, 2010
- Djoliba, fleuve de sang, Actes Sud, coll. « Actes noirs », 2010
- Des milliers de places vides, Actes Sud, coll. « Le Préau », 2014

### Littérature d'enfance et de jeunesse
- Classe de mer, L'École des loisirs, 1995
- La Maison des voyages, Gallimard Jeunesse, coll. « Page Blanche » no 9, 1997Écrit avec Pierrette Fleutiaux. Réédition Gallimard Jeunesse, coll. « Folio Junior » no 1204, 2002
- Onze bals pour Cendrillon, Hachette Jeunesse, 1998
- Protection rapprochée, Bayard, coll. « Je bouquine » no 186, 1999
- La classe connaît la musique, Gallimard Jeunesse, coll. « Folio Junior » no 1110, 2000
- Embrouilles à ma façon, Gallimard Jeunesse, coll. « Hors-piste » no 26, 2005
- Le Ferry des brumes, Gallimard Jeunesse, coll. « Voyage en page » no 18, 2009

### Nouvelle
- Lettre à Madame la Ministre, 2001Publiée dans le recueil Buffet noir aux éditions Cheminements

## Filmographie
- 2011 : Légitime Défense, adaptation de Terminus Plage réalisée par Pierre Lacan

## Sources
- Claude Mesplède (dir.), Dictionnaire des littératures policières, vol. 2 : J - Z, Nantes, Joseph K, coll. « Temps noir », 2007, 1086 p. (ISBN 978-2-910-68645-1, OCLC 315873361), p. 982-983.